# Daltonismo racial
Daltonismo racial se refere à crença de que a raça ou etnia de uma pessoa não deve influenciar seu tratamento legal ou social na sociedade.
O campo da psicologia multicultural gera quatro crenças que constituem a abordagem da cegueira racial para cores. As quatro crenças são as seguintes: (1) a cor da pele é superficial e irrelevante para a qualidade do caráter, habilidade ou dignidade de uma pessoa, (2) em uma sociedade baseada no mérito, a cor da pele é irrelevante para julgamentos de mérito e cálculo de justiça, (3) como corolário, em uma sociedade baseada no mérito, mérito e justiça são falhos se a cor da pele for levada em consideração no cálculo, (4) ignorar a cor da pele ao interagir com as pessoas é a melhor maneira de evitar a discriminação racial.
O termo faz referência metaforicamente ao fenômeno médico do daltonismo. Psicólogos e sociólogos também estudam o daltonismo racial. Isso é dividido em duas dimensões, evasão de cor e evasão de poder. A evasão de cor é a crença de que as pessoas não devem ser tratadas de forma diferente com base em sua cor. A evasão de poder postula que a vantagem sistêmica baseada na cor não deve ter influência sobre o que as pessoas podem realizar, e as realizações são baseadas apenas no desempenho do próprio trabalho.
Em vários momentos da história ocidental, este termo foi usado para sinalizar um estado desejado ou supostamente alcançado de liberdade do preconceito racial ou um desejo de que as políticas e leis não considerem a raça. Os defensores do daltonismo racial frequentemente afirmam que as políticas que diferenciam por classificação racial podem tender a criar, perpetuar ou exacerbar a divisão racial. Os críticos frequentemente acreditam que ele não aborda a discriminação sistêmica.
Foi usado por juízes da Suprema Corte dos Estados Unidos em várias opiniões relacionadas à igualdade racial e à equidade social, particularmente na educação pública.

## Definições
Uma sociedade daltônica, em sociologia, é aquela em que a classificação racial não afeta as oportunidades socialmente criadas de uma pessoa. Uma sociedade daltônica racial é ou seria livre de tratamento legal ou social diferencial com base em raça ou cor. Uma sociedade daltônica teria políticas governamentais neutras em relação à raça e rejeitaria toda discriminação racial.
O daltonismo racial reflete um ideal social de que a cor da pele é insignificante. O ideal foi mais articulado "junto com o surgimento do Movimento dos Direitos Civis nos EUA e movimentos antirracistas no exterior". A ideologia do daltonismo é baseada em princípios de não discriminação, devido processo legal, proteção igual perante a lei e oportunidades iguais independentemente da raça, ideias que influenciaram fortemente o liberalismo ocidental no período pós-Segunda Guerra Mundial.
Os defensores das práticas “daltônicas” acreditam, em grande medida, que tratar as pessoas de forma igualitária como indivíduos conduz a uma sociedade mais igualitária ou que o racismo e o privilégio racial já não exercem o poder que exerciam outrora, tornando obsoleta a necessidade de políticas como a ação afirmativa baseada na raça.

## Críticas
Em 1997, Leslie G. Carr publicou Color-Blind Racism, que revisou a história das ideologias racistas na América. Ele viu o "daltonismo" como uma ideologia que enfraquece a fundação legal e política da integração racial e da ação afirmativa.
Em Privilege Revealed: How Invisible Preference Undermines America, Stephanie M. Wildman escreve que os defensores de uma visão de mundo meritocrática e livre de raça não reconhecem os sistemas de privilégio que os beneficiam, como a herança social e financeira. Ela argumenta que essa herança privilegia a "branquitude", a "masculinidade" e a heterossexualidade, ao mesmo tempo em que desfavorece os descendentes de escravos.
O sociólogo Eduardo Bonilla-Silva escreve que os grupos maioritários usam o daltonismo para evitar discutir racismo e discriminação. O daltonismo pode ser visto como uma forma de minar as dificuldades das minorias, como costumava argumentar que os Estados Unidos são uma meritocracia, na qual as pessoas têm sucesso apenas porque trabalham duro e não por seus privilégios. John R. Logan discordou dessa noção de meritocracia, já que a família negra ou hispânica média que ganha mais de 75 mil dólares ainda vive em um bairro menos rico do que uma família branca que ganha menos de 40 mil dólares e as taxas de pobreza são maiores para as minorias.
Amy Ansell, do Bard College, argumenta que o daltonismo opera sob a suposição de que vivemos num mundo "pós-raça", onde a raça já não importa. Ela argumenta que isso não é verdade e que, se fosse, a raça não seria tida em consideração, mesmo quando se tenta abordar a desigualdade ou remediar erros do passado.
O liberalismo abstrato utiliza temas do liberalismo político e econômico, como a meritocracia e o livre mercado, para argumentar contra a forte presença do racismo. Alguns sugerem que isso resulta em pessoas sendo a favor da igualdade em princípio, mas contra a ação governamental para implementar a igualdade, descrita por alguns sociólogos como racismo laissez-faire.
Robert D. Reason e Nancy J. Evans descrevem uma descrição semelhante do daltonismo, que se baseia em quatro crenças: 1. O privilégio é baseado no mérito. 2. A maioria não se importa com a raça de uma pessoa. 3. A desigualdade social é devida a "déficits culturais" de pessoas individuais. 4. Dadas as três crenças anteriores, não há necessidade de prestar "atenção sistemática" a quaisquer desigualdades atuais. Eles argumentam que a prevalência do daltonismo é atribuída à falta de conhecimento ou à falta de exposição. Eles argumentam que, devido à separação racial na habitação e na educação, muitos americanos não têm contato direto com o racismo atual.
Em Desigualdade Social e Estratificação Social na Sociedade dos EUA, Christopher Doob argumenta que os proponentes do daltonismo racial "afirmam... que vivem num mundo onde o privilégio racial já não existe, mas o seu comportamento 'apoia' estruturas e práticas racializadas".
Eduardo Bonilla-Silva argumentou que o daltonismo racial é insuficiente para abordar a desigualdade racial. Ele argumenta que envolve igualitarismo, ao mesmo tempo em que se opõe a propostas concretas para reduzir a desigualdade. Ele argumentou que ignora a sub-representação de minorias em instituições de prestígio, juntamente com práticas institucionais que encorajam a segregação.
Eberhardt, Davies, Purdie-Vaughns e Johnson estudaram preconceitos raciais implícitos, sugerindo que as pessoas reagem de forma diferente aos rostos de membros da sua raça em comparação com os de membros de outras raças. Eles encontraram uma correlação entre raça e resultados judiciais e sugerem que uma abordagem daltónica pode não ser realmente possível.